# Centennial Park, New South Wales
Centennial Park este o suburbie în Sydney, Australia.